# Grande Los Angeles

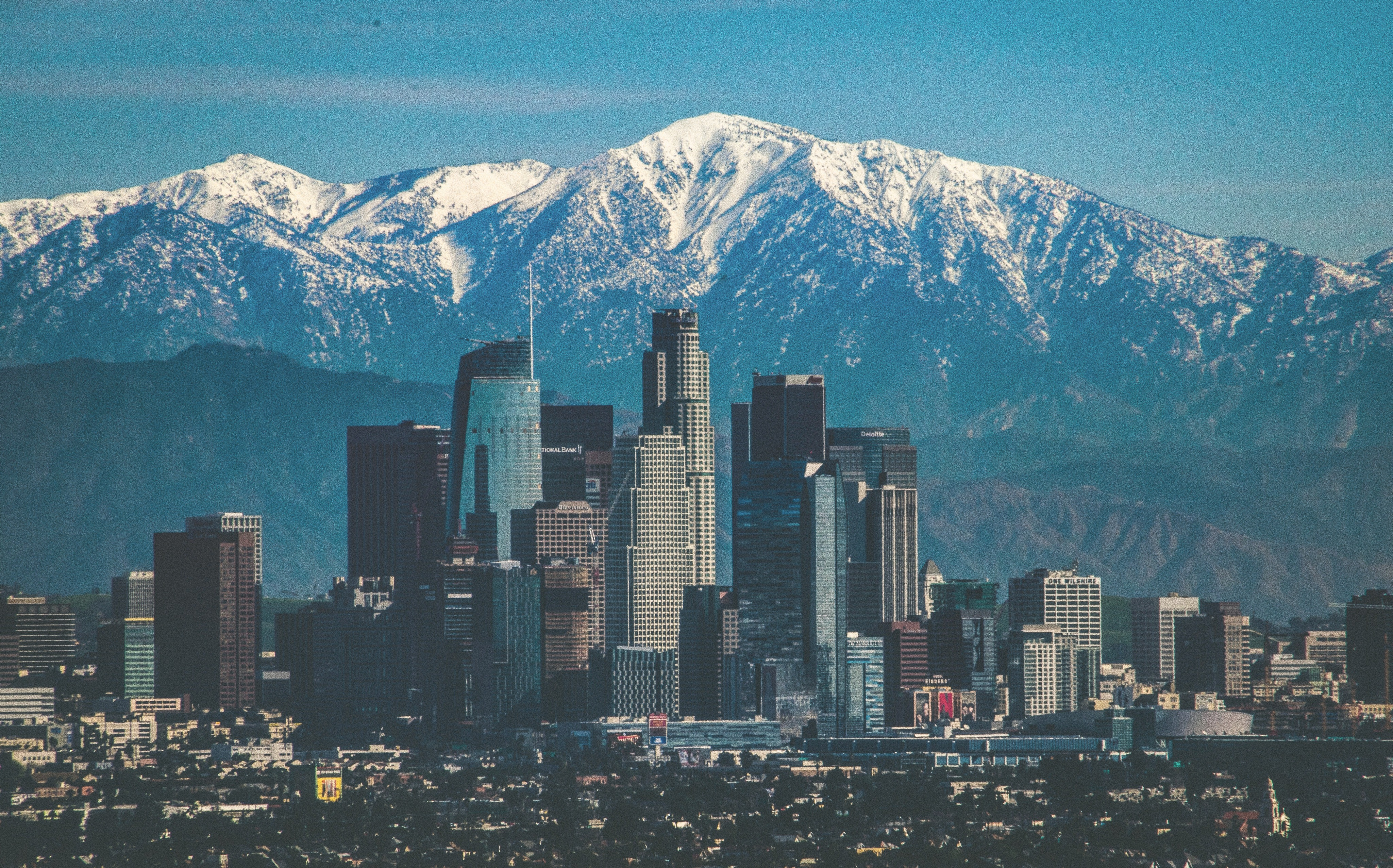
Los Angeles

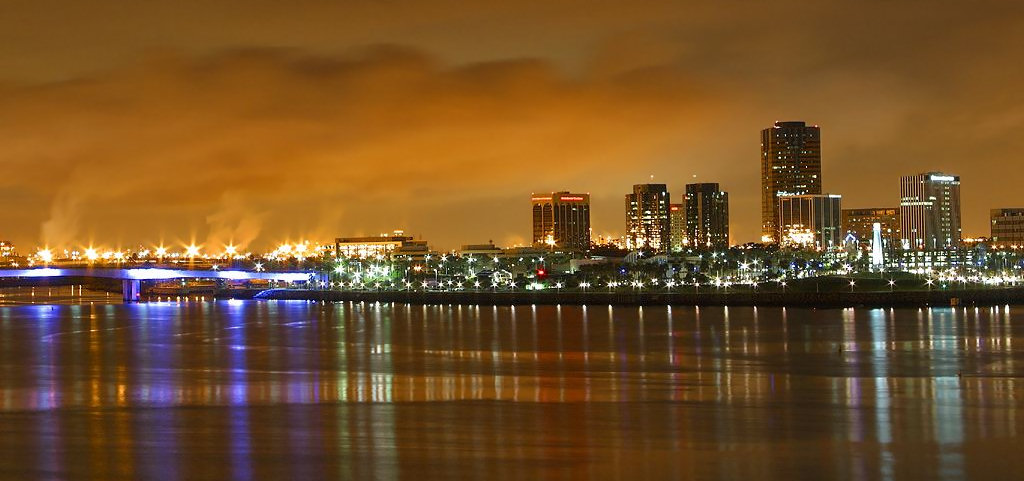
Long Beach

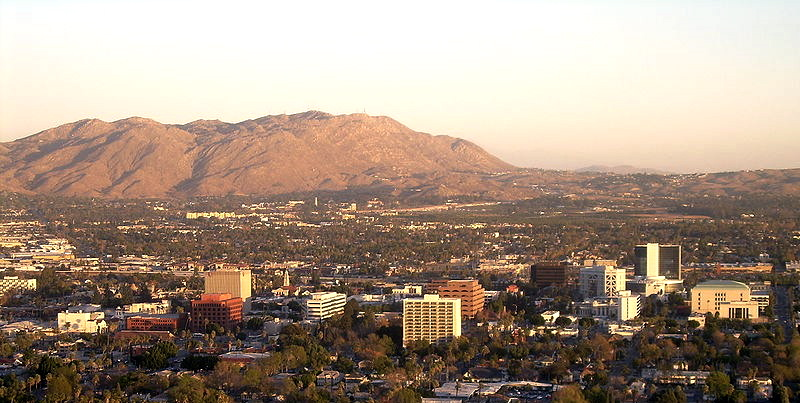
Riverside

A Grande Los Angeles, ou a Southland (Área do Sul), é a região metropolitana que compreende a aglomeração de área urbanizada ao redor do Condado de Los Angeles, California, Estados Unidos.
Com uma população de 19,7 milhões de pessoas, a segunda maior região urbana dos Estados Unidos, abrangendo cinco condados no sul da Califórnia, estendendo-se do Condado de Ventura, a oeste, até o Condado de San Bernardino e o Condado de Riverside, a leste, com o Condado de Los Angeles no centro e o Condado de Orange, a sudeste. San Diego e Condado de Imperial, apesar de estarem no sul da Califórnia, não estão incluídos nesta aglomeração.
Além de ser a região metropolitana com a maior e mais produtiva indústria de entretenimento (filmes, televisão e música) do mundo, a Grande Los Angeles também é um centro global de comércio internacional, mídia, negócios, turismo, educação, tecnologia e esportes. É a terceira maior área metropolitana por PIB nominal no mundo com uma economia que excede $1 trilhão de dólares em produção de riquezas.